# Staro Seliște, Razgrad
Staro Seliște (în bulgară Старо Селище) este un sat în comuna Isperih, regiunea Razgrad,  Bulgaria. 

## Demografie
Componența etnică a satului Staro Seliște
     Nicio identificare (3,79%)
     Bulgari (4,37%)
     Turci (91,83%)
     Romi (0%)
La recensământul din 2011, populația satului Staro Seliște era de 343 locuitori. Din punct de vedere etnic, majoritatea locuitorilor (91,83%) erau turci, cu o minoritate de bulgari (4,37%). Pentru 3,79% din locuitori nu este cunoscută apartenența etnică.